# Saint-Germain-Laxis
Pour les articles homonymes, voir Saint-Germain.
Saint-Germain-Laxis est une commune française située dans le département de Seine-et-Marne en région Île-de-France.

## Géographie

### Localisation

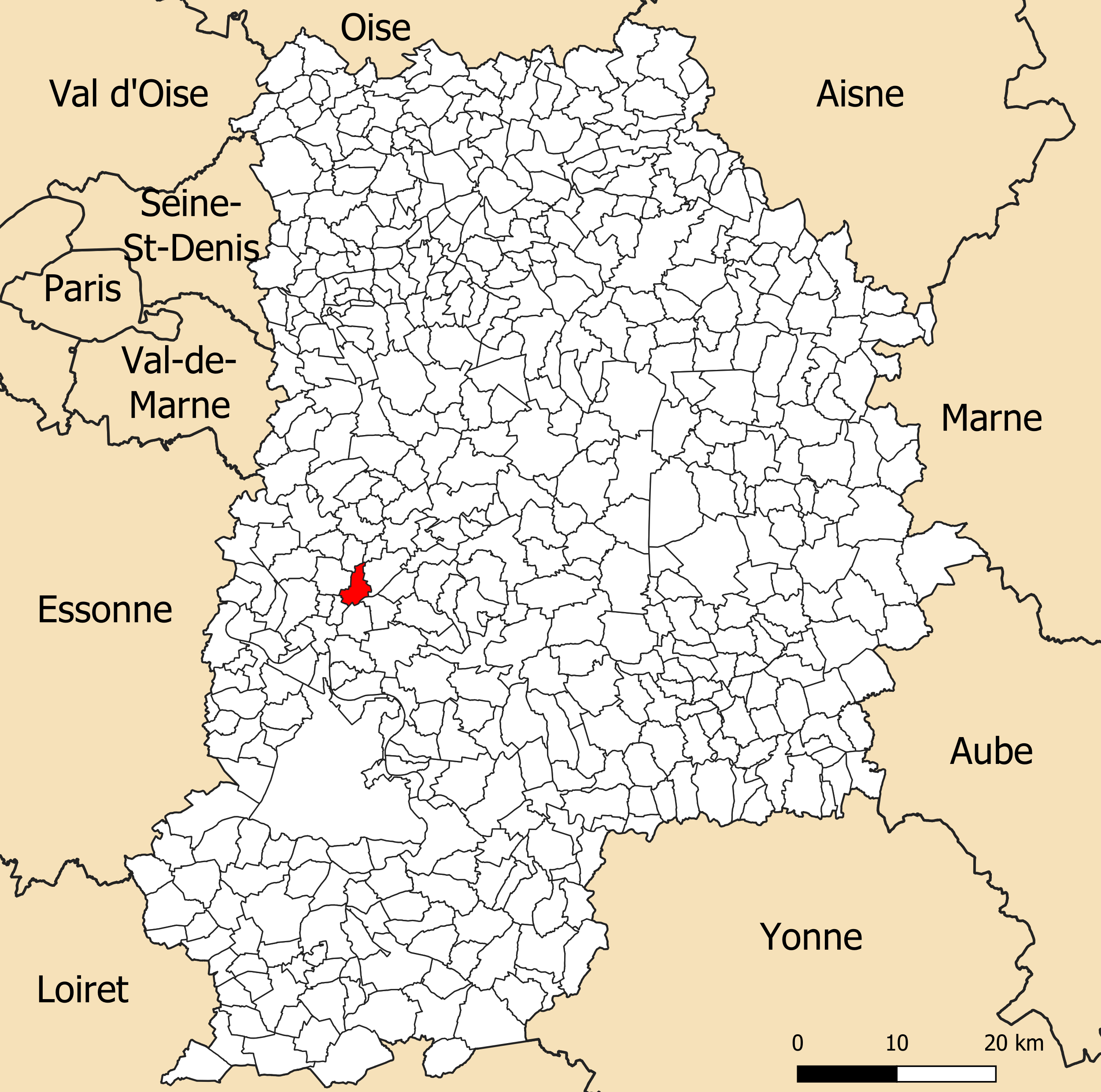
Localisation de la commune de Saint-Germain-Laxis dans le département de Seine-et-Marne.

Saint-Germain-Laxis est situé à 6,1 km au nord-est de Melun

### Communes limitrophes
| Montereau-sur-le-Jard | Lissy Champdeuil    | Crisenoy |
|                       | Saint-Germain-Laxis |          |
| Rubelles              | Maincy              | Moisenay |

### Géologie et relief
L'altitude varie de 92 mètres pour le point le plus haut (au nord du village) à 73 mètres (près du bassin de la Poële), le bourg se situant vers 81 mètres d'altitude.
La commune est classée en zone de sismicité 1, correspondant à une sismicité très faible.

### Hydrographie

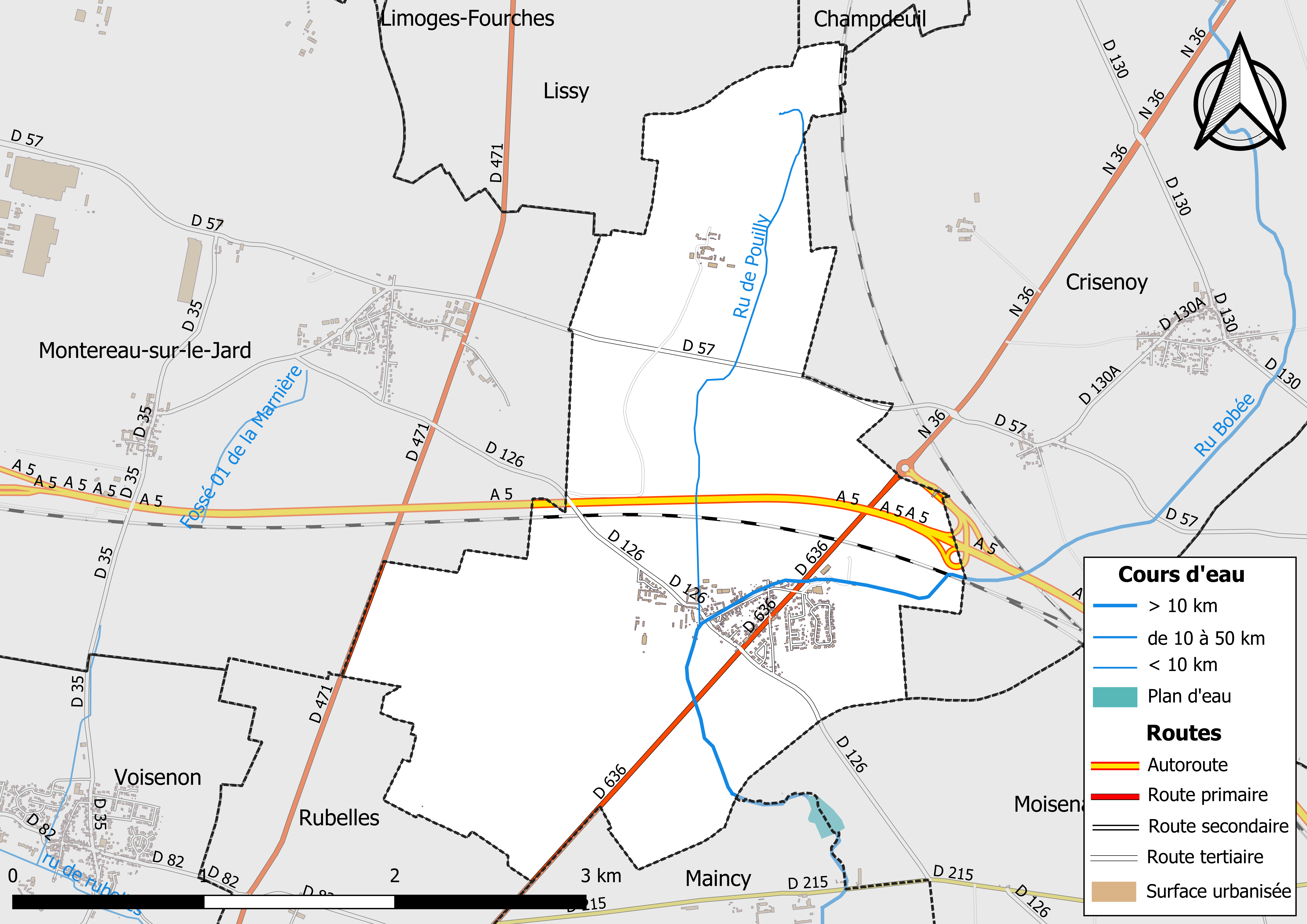
Carte des réseaux hydrographique et routier de Saint-Germain-Laxis.

Le réseau hydrographique de la commune se compose de deux cours d'eau référencés :
- le ru Bobée, 11,13 km[3], qui conflue avec l’ Almont ;
  - le ru de Pouilly, 3,12 km[4], affluent du ru Bobée.

La longueur totale des cours d'eau sur la commune est de 5,65 km.

### Climat
Pour des articles plus généraux, voir Climat de l'Île-de-France et Climat de Seine-et-Marne.
En 2010, le climat de la commune est de type climat océanique dégradé des plaines du Centre et du Nord, selon une étude du CNRS s'appuyant sur une série de données couvrant la période 1971-2000. En 2020, Météo-France publie une typologie des climats de la France métropolitaine dans laquelle la commune est exposée à un climat océanique altéré et est dans une zone de transition entre les régions climatiques « Sud-ouest du bassin Parisien » et « Nord-est du bassin Parisien ».
Pour la période 1971-2000, la température annuelle moyenne est de 11 °C, avec une amplitude thermique annuelle de 15,3 °C. Le cumul annuel moyen de précipitations est de 715 mm, avec 11 jours de précipitations en janvier et 7,8 jours en juillet. Pour la période 1991-2020, la température moyenne annuelle observée sur la station météorologique la plus proche, située sur la commune de Montereau-sur-le-Jard à 3 km à vol d'oiseau, est de 11,6 °C et le cumul annuel moyen de précipitations est de 657,9 mm,. Pour l'avenir, les paramètres climatiques de la commune estimés pour 2050 selon différents scénarios d'émission de gaz à effet de serre sont consultables sur un site dédié publié par Météo-France en novembre 2022.
| Mois                                  | jan.             | fév.             | mars             | avril           | mai             | juin           | jui.          | août           | sep.           | oct.            | nov.            | déc.             | année      |
| ------------------------------------- | ---------------- | ---------------- | ---------------- | --------------- | --------------- | -------------- | ------------- | -------------- | -------------- | --------------- | --------------- | ---------------- | ---------- |
| Température minimale moyenne (°C)     | 1,6              | 1,4              | 3,4              | 5,4             | 9               | 12,1           | 13,9          | 13,7           | 10,7           | 8,1             | 4,5             | 2,2              | 7,2        |
| Température moyenne (°C)              | 4,2              | 4,9              | 7,9              | 10,8            | 14,3            | 17,5           | 19,8          | 19,6           | 16             | 12,2            | 7,6             | 4,7              | 11,6       |
| Température maximale moyenne (°C)     | 6,9              | 8,3              | 12,5             | 16,2            | 19,7            | 23             | 25,6          | 25,5           | 21,4           | 16,3            | 10,6            | 7,3              | 16,1       |
| Record de froid (°C) date du record   | −19,8 17.01.1985 | −19,7 14.02.1956 | −10,3 12.03.1958 | −4,6 12.04.1986 | −2,1 07.05.1957 | 1,6 04.06.1975 | 4 08.07.1954  | 3,5 31.08.1986 | 0,4 24.09.1947 | −4,8 29.10.1985 | −9,3 24.11.1998 | −14,8 29.12.1964 | −19,8 1985 |
| Record de chaleur (°C) date du record | 16,9 05.01.1999  | 21,2 24.02.21    | 25,6 25.03.1955  | 29,5 30.04.1994 | 31,6 28.05.17   | 36,8 27.06.11  | 41,9 25.07.19 | 38,9 12.08.03  | 34,4 15.09.20  | 29,4 01.10.1985 | 22,1 07.11.15   | 17,6 07.12.00    | 41,9 2019  |
| Ensoleillement (h)                    | 595              | 829              | 1 429            | 1 882           | 2 163           | 2 261          | 2 347         | 2 253          | 1 804          | 1 185           | 684             | 544              | 17 975     |
| Précipitations (mm)                   | 50,9             | 46               | 46,6             | 48,8            | 61,9            | 58,1           | 59,4          | 54,2           | 54             | 58,5            | 56,3            | 63,2             | 657,9      |

### Milieux naturels et biodiversité
Aucun espace naturel présentant un intérêt patrimonial n'est recensé sur la commune dans l'inventaire national du patrimoine naturel,,.

## Urbanisme

### Typologie
Au 1er janvier 2024, Saint-Germain-Laxis est catégorisée bourg rural, selon la nouvelle grille communale de densité à sept niveaux définie par l'Insee en 2022.
Elle est située hors unité urbaine. Par ailleurs la commune fait partie de l'aire d'attraction de Paris, dont elle est une commune de la couronne,. Cette aire regroupe 1 929 communes,.

### Lieux-dits et écarts
La commune compte 24 lieux-dits administratifs répertoriés consultables ici dont Pouilly Gallerand (ferme).

### Occupation des sols
L'occupation des sols de la commune, telle qu'elle ressort de la base de données européenne d’occupation biophysique des sols Corine Land Cover (CLC), est marquée par l'importance des territoires agricoles (88,5 % en 2018), en diminution par rapport à 1990 (90,2 %). La répartition détaillée en 2018 est la suivante : 
terres arables (88,5% ), zones urbanisées (5,5% ), forêts (3,6% ), zones industrielles ou commerciales et réseaux de communication (2,5 %).
Parallèlement, L'Institut Paris Région, agence d'urbanisme de la région Île-de-France, a mis en place un inventaire numérique de l'occupation du sol de l'Île-de-France, dénommé le MOS (Mode d'occupation du sol), actualisé régulièrement depuis sa première édition en 1982. Réalisé à partir de photos aériennes, le Mos distingue les espaces naturels, agricoles et forestiers mais aussi les espaces urbains (habitat, infrastructures, équipements, activités économiques, etc.) selon une classification pouvant aller jusqu'à 81 postes, différente de celle de Corine Land Cover,,. L'Institut met également à disposition des outils permettant de visualiser par photo aérienne l'évolution de l'occupation des sols de la commune entre 1949 et 2018.

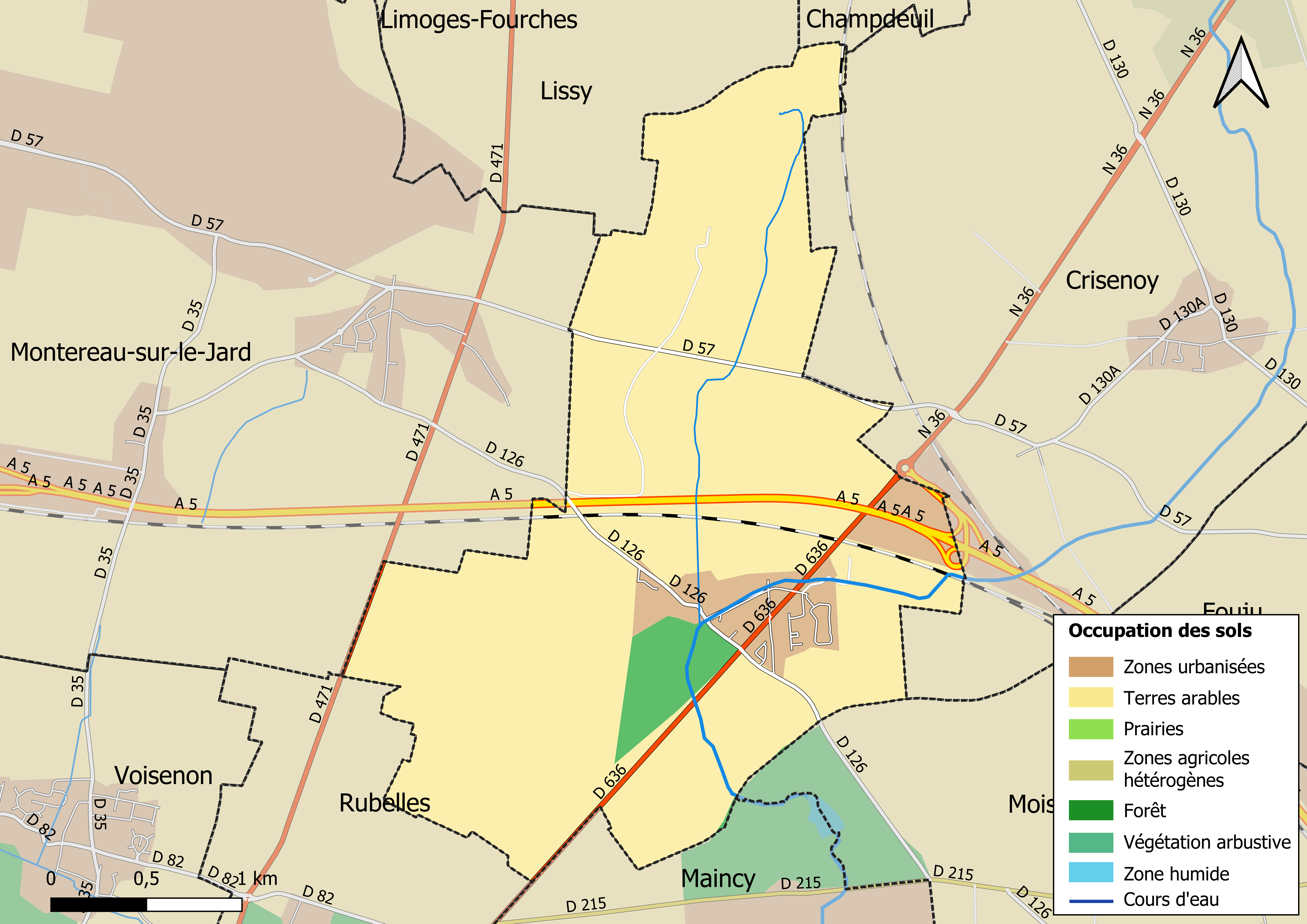
Carte des infrastructures et de l'occupation des sols en 2018 (CLC) de la commune.
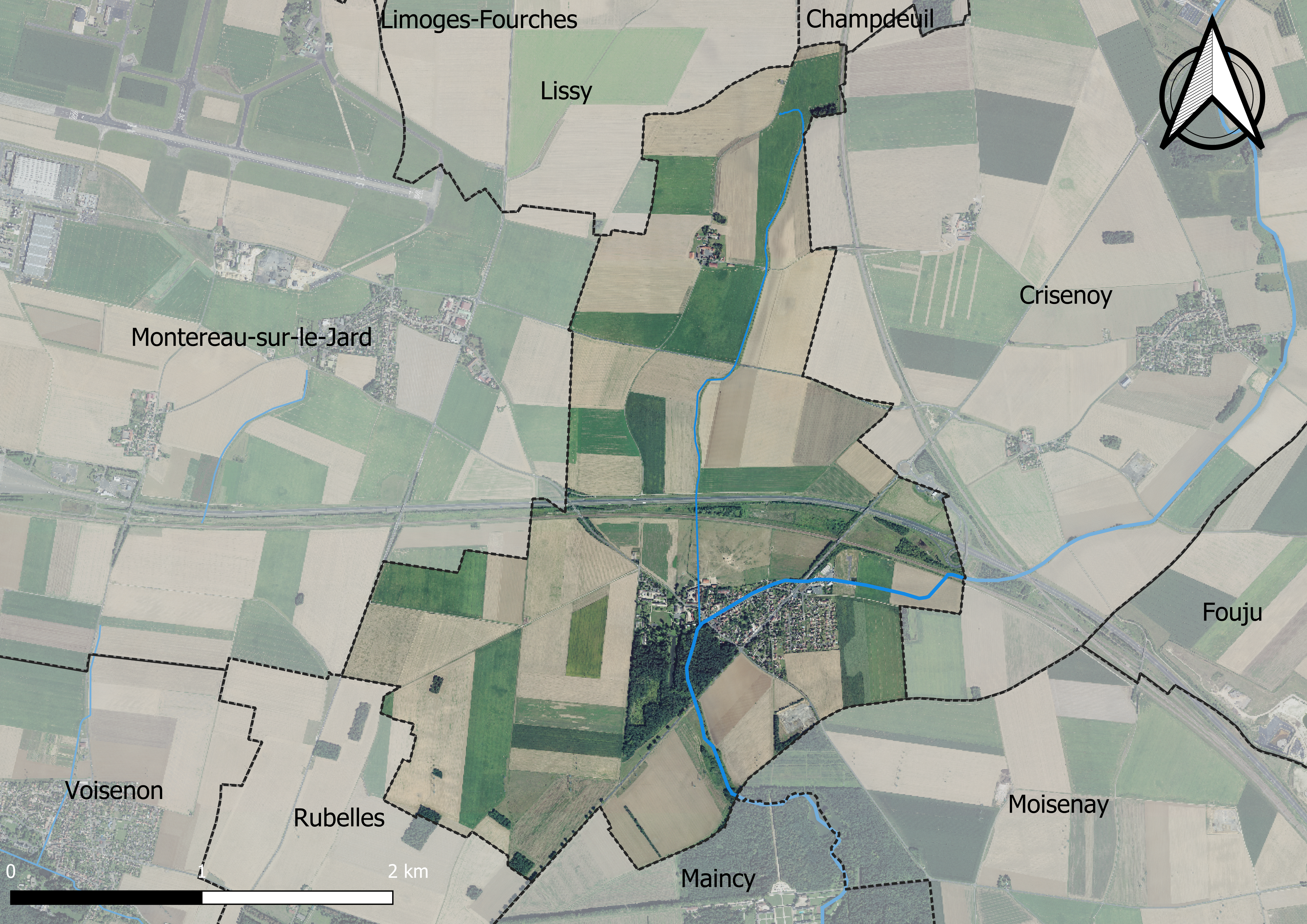
Carte orhophotogrammétrique de la commune.

### Planification
La loi SRU du 13 décembre 2000 a incité les communes à se regrouper au sein d’un établissement public, pour déterminer les partis d’aménagement de l’espace au sein d’un SCoT, un document d’orientation stratégique des politiques publiques à une grande échelle et à un horizon de 20 ans et s'imposant aux documents d'urbanisme locaux, les PLU (Plan local d'urbanisme). La commune est dans le territoire du SCOT Région melunaise, dont l'élaboration a été engagée de 2013 à 2015, puis poursuivie à partir de 2017 sur un périmètre différent et porté par la communauté d'agglomération Melun Val de Seine.
La commune disposait en 2019 d'un plan local d'urbanisme approuvé. Le zonage réglementaire et le règlement associé peuvent être consultés sur le Géoportail de l'urbanisme.

### Logement
En 2016, le nombre total de logements dans la commune était de 273 dont 96,2 % de maisons et 3,5 % d'appartements.
Parmi ces logements, 96,1 % étaient des résidences principales, 0,8 % des résidences secondaires et 3,1 % des logements vacants.
La part des ménages fiscaux propriétaires de leur résidence principale s'élevait à 85,1 % contre 13,3 % de locataires et 1,6 % logés gratuitement.

## Toponymie
- en 843 - Sanctus Germanus Laxiacum
- en 1313 - Lassiacum in bria
- en 1322 - Sanctus Germanus de lascit
- en 1367 - Saint Germain Lez Melun
- en 1384 - Saint Germain de Lacit
- en 1438 - Saint Germain de Lacit Lez Melun Abbaye du jard
- en 1518 - Saint Germain de Laissy
- en 1562 - Saint Germain de Laxit
- en 1599 - Saint Germain de Louxi
- en 1619 - Saint Germain de Laxi
- au XVIIIe - Saint Germain de Lacist
- vers 1810 - Saint Germain Laxis[26].

Hagiotoponyme issu du nom de l'évêque d'Auxerre (378-448). Le terme d'origine celtique laxiacum, désignerait quelque chose de grand. Une autre hypothèse est que Laxis viendrait probablement de Germain l'Auxerrois, ce dernier étant passé sur la voie romaine qui traversait le village à l'hiver 429 lors de son voyage en Angleterre en compagnie de Saint Loup sur l'itinéraire Auxerre, Sens, Montereau, Nanterre, Lillebonne.

## Histoire
- En 1789, Saint-Germain-de-Lacist faisait partie de l'élection de Melun et de la généralité de Paris et suivait la coutume de Melun.

## Politique et administration

### Liste des maires
| Période                                  | Période   | Identité       | Étiquette | Qualité |
| ---------------------------------------- | --------- | -------------- | --------- | ------- |
| Les données manquantes sont à compléter. |           |                |           |         |
| mars 2001                                | mars 2014 | Jean Gonet     |           |         |
| mars 2014                                | En cours  | Willy Delporte |           |         |

## Équipements et services

### Eau et assainissement
L’organisation de la distribution de l’eau potable, de la collecte et du traitement des eaux usées et pluviales relève des communes. La loi NOTRe de 2015 a accru le rôle des EPCI à fiscalité propre en leur transférant cette compétence. Ce transfert devait en principe être effectif au 1er janvier 2020, mais la loi Ferrand-Fesneau du 3 août 2018 a introduit la possibilité d’un report de ce transfert au 1er janvier 2026,.

#### Assainissement des eaux usées
En 2020, la gestion du service d'assainissement collectif de la commune de Saint-Germain-Laxis est assurée par la communauté d'agglomération Melun Val de Seine (CAMVS) pour la collecte, le transport et la dépollution. Ce service est géré en délégation par une entreprise privée, dont le contrat arrive à échéance le 31 décembre 2023,,.
L’assainissement non collectif (ANC) désigne les installations individuelles de traitement des eaux domestiques qui ne sont pas desservies par un réseau public de collecte des eaux usées et qui doivent en conséquence traiter elles-mêmes leurs eaux usées avant de les rejeter dans le milieu naturel. La communauté d'agglomération Melun Val de Seine (CAMVS) assure pour le compte de la commune le service public d'assainissement non collectif (SPANC), qui a pour mission de vérifier la bonne exécution des travaux de réalisation et de réhabilitation, ainsi que le bon fonctionnement et l’entretien des installations,.

#### Eau potable
En 2020, l'alimentation en eau potable est assurée par la commune qui en a délégué la gestion à l'entreprise Veolia, dont le contrat expire le 31 décembre 2031,,.

## Population et société

### Démographie
L'évolution du nombre d'habitants est connue à travers les recensements de la population effectués dans la commune depuis 1793. Pour les communes de moins de 10 000 habitants, une enquête de recensement portant sur toute la population est réalisée tous les cinq ans, les populations de référence des années intermédiaires étant quant à elles estimées par interpolation ou extrapolation. Pour la commune, le premier recensement exhaustif entrant dans le cadre du nouveau dispositif a été réalisé en 2004.

En 2022, la commune comptait 737 habitants, en évolution de −1,21 % par rapport à 2016 (Seine-et-Marne : +3,92 %, France hors Mayotte : +2,11 %).
| 1793 | 1800 | 1806 | 1821 | 1831 | 1836 | 1841 | 1846 | 1851 |
| ---- | ---- | ---- | ---- | ---- | ---- | ---- | ---- | ---- |
| 124  | 161  | 150  | 109  | 161  | 166  | 146  | 175  | 171  |

| 1856 | 1861 | 1866 | 1872 | 1876 | 1881 | 1886 | 1891 | 1896 |
| ---- | ---- | ---- | ---- | ---- | ---- | ---- | ---- | ---- |
| 197  | 200  | 209  | 166  | 193  | 195  | 230  | 197  | 178  |

| 1901 | 1906 | 1911 | 1921 | 1926 | 1931 | 1936 | 1946 | 1954 |
| ---- | ---- | ---- | ---- | ---- | ---- | ---- | ---- | ---- |
| 188  | 182  | 191  | 183  | 186  | 221  | 226  | 225  | 317  |

| 1962 | 1968 | 1975 | 1982 | 1990 | 1999 | 2004 | 2006 | 2009 |
| ---- | ---- | ---- | ---- | ---- | ---- | ---- | ---- | ---- |
| 359  | 407  | 403  | 468  | 379  | 514  | 567  | 554  | 502  |

| 2014 | 2019 | 2022 | - | - | - | - | - | - |
| ---- | ---- | ---- | - | - | - | - | - | - |
| 700  | 738  | 737  | - | - | - | - | - | - |

## Économie

### Revenus de la population et fiscalité
En 2018, le nombre de ménages fiscaux de la commune était de 245, représentant 671 personnes et la  médiane du revenu disponible par unité de consommation  de 27 950 euros.

### Emploi
En 2017 , le nombre total d’emplois dans la zone était de 132, occupant 386 actifs  résidants.
Le taux d'activité de la population (actifs ayant un emploi) âgée de 15 à 64 ans s'élevait à 75,2 % contre un taux de chômage de 7,4 %. 
Les 17,5 % d’inactifs se répartissent de la façon suivante : 8,9 % d’étudiants et stagiaires non rémunérés, 3,2 % de retraités ou préretraités et 5,4 % pour les autres inactifs.

### Secteurs d'activité

#### Entreprises et commerces
En 2019, le nombre d’unités légales et d’établissements (activités marchandes hors agriculture) par secteur d'activité était de 45 dont 6 dans l’industrie manufacturière, industries extractives et autres, 5 dans la construction, 11 dans le commerce de gros et de détail, transports, hébergement et restauration, 3 dans les activités financières et d'assurance, 13 dans les activités spécialisées, scientifiques et techniques et activités de services administratifs et de soutien, 2 dans l’administration publique, enseignement, santé humaine et action sociale et 5  étaient relatifs aux autres activités de services.
En 2020, 3 entreprises individuelles ont été créées sur le territoire de la commune.
Au 1er janvier 2021, la commune ne disposait pas d’hôtel et de terrain de camping.

#### Agriculture
Saint-Germain-Laxis est dans la petite région agricole dénommée la « Brie française »,  (ou Basse-Brie), une partie de la Brie autour de Brie-Comte-Robert. En 2010, l'orientation technico-économique de l'agriculture sur la commune est diverses cultures (hors céréales et oléoprotéagineux, fleurs et fruits).
Si la productivité agricole de la Seine-et-Marne se situe dans le peloton de tête des départements français, le département enregistre un double phénomène de disparition des terres cultivables (près de 2 000 ha par an dans les années 1980, moins dans les années 2000) et de réduction d'environ 30 % du nombre d'agriculteurs dans les années 2010. Cette tendance se retrouve au niveau de la commune où le nombre d’exploitations est passé de 5 en 1988 à 4 en 2010. Parallèlement, la taille de ces exploitations augmente, passant de 126 ha en 1988 à 149 ha en 2010.
Le tableau ci-dessous présente les principales caractéristiques des exploitations agricoles de Saint-Germain-Laxis, observées sur une période de 22 ans : 
|                                      | 1988 | 2000 | 2010 |
| ------------------------------------ | ---- | ---- | ---- |
| Dimension économique,                |      |      |      |
| Nombre d’exploitations (u)           | 5    | 4    | 4    |
| Travail (UTA)                        | 11   | 7    | 7    |
| Surface agricole utilisée (ha)       | 628  | 598  | 594  |
| Cultures                             |      |      |      |
| Terres labourables (ha)              | 627  | 597  | 594  |
| Céréales (ha)                        | 412  | 334  | 322  |
| dont blé tendre (ha)                 | 299  | 264  | 236  |
| dont maïs-grain et maïs-semence (ha) | s    |      | s    |
| Tournesol (ha)                       | s    |      |      |
| Colza et navette (ha)                | 38   | s    | 84   |
| Élevage                              |      |      |      |
| Cheptel (UGBTA)                      | 28   | 34   | 9    |

## Culture locale et patrimoine

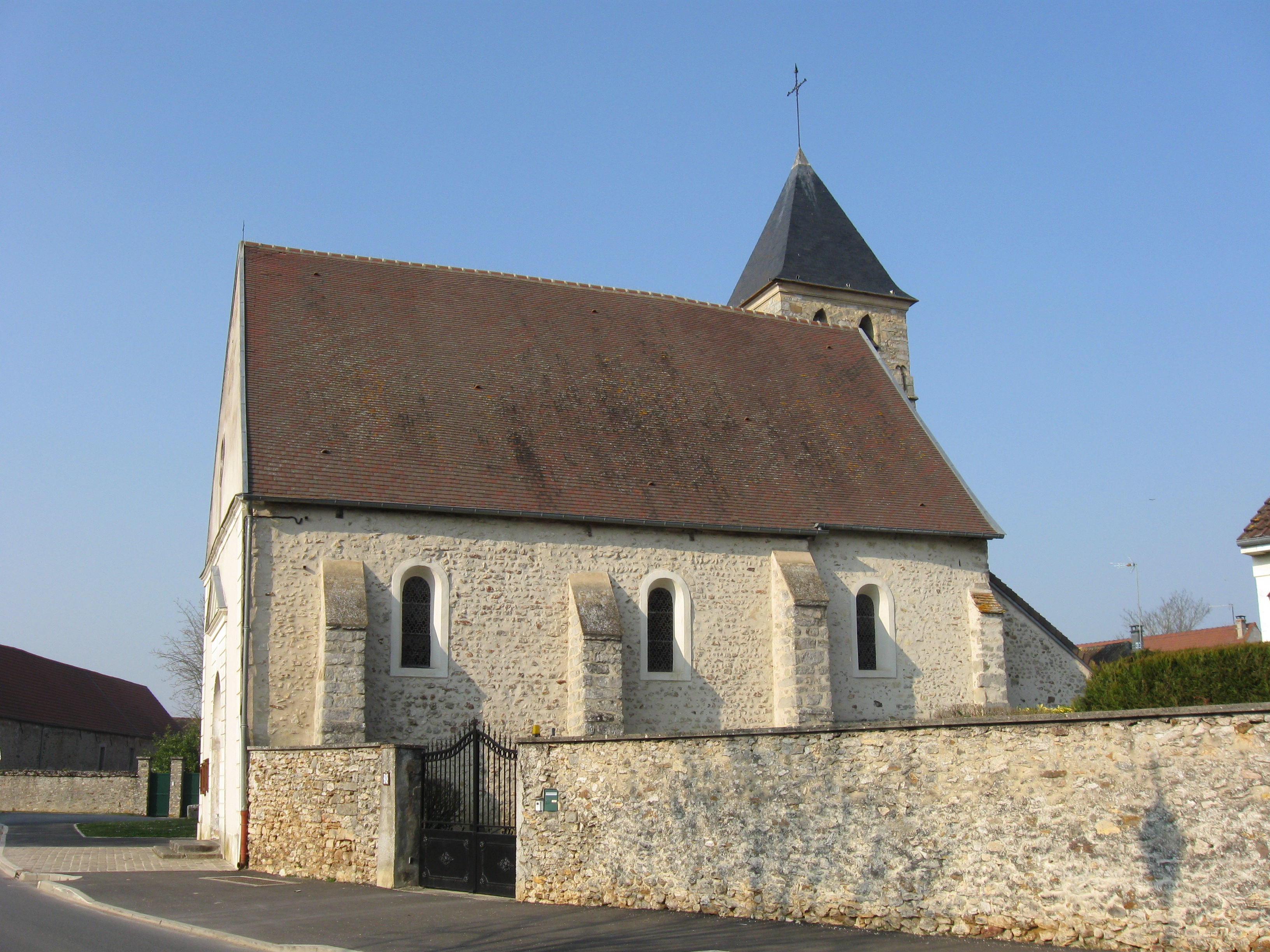
L'église Saint-Germain.

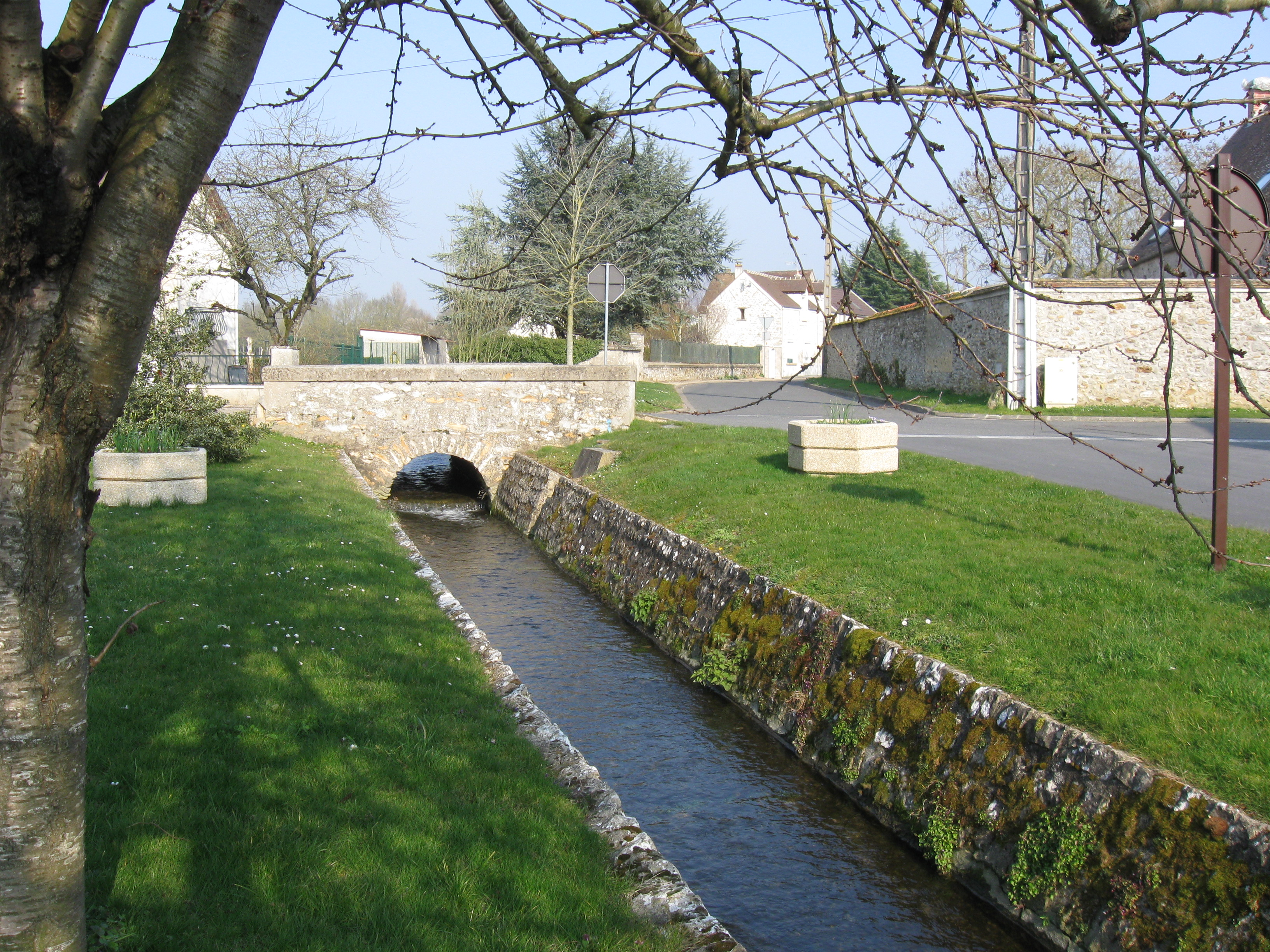
Pont de la Croix des Drapiers.

### Lieux et monuments
- Église sous le vocable de Saint Germain reconstruite de 1828 à 1905.
- Pont de la Croix des Drapiers, XVIIIe siècle[50].
- Lavoir construit en 1833.